# Castlebridge
Castlebridge (irisch Droichead an Chaisleáin, deutsch: „Brücke der Festung“) ist ein Dorf im County Wexford im Südosten der Republik Irland nahe der Irischen See. 2022 zählte die Ortschaft mit seiner Agglomeration 1850 Einwohner.

## Lage
Castlebridge liegt etwa sechs Kilometer nördlich von Wexford am Castlebridge Canal. Durch die Gemeinde führt die R761.
Zwischen der Siedlung und der Mündung des River Sow und des Slaney in den Wexford Harbour liegt das Naturschutzgebiet Castlebridge Marsh (auch: Slaney River Valley; special area of conservation).

## Geschichte
Die namensgebende Festung existiert heute nicht mehr. Sie befand sich ungefähr dort, wo sich heute die anglikanische Kirche befindet. Die Wirtschaft der Ortschaft ist vor allem auf die Produktion von Gerste bzw. von gemalzter Gerste für die Guinness-Brauereien gerichtet gewesen.

## Sehenswürdigkeiten
- Reste von Castlebridge House
- anglikanische Kirche von 1764, ältestes noch erhaltenes Gebäude in Castlebridge

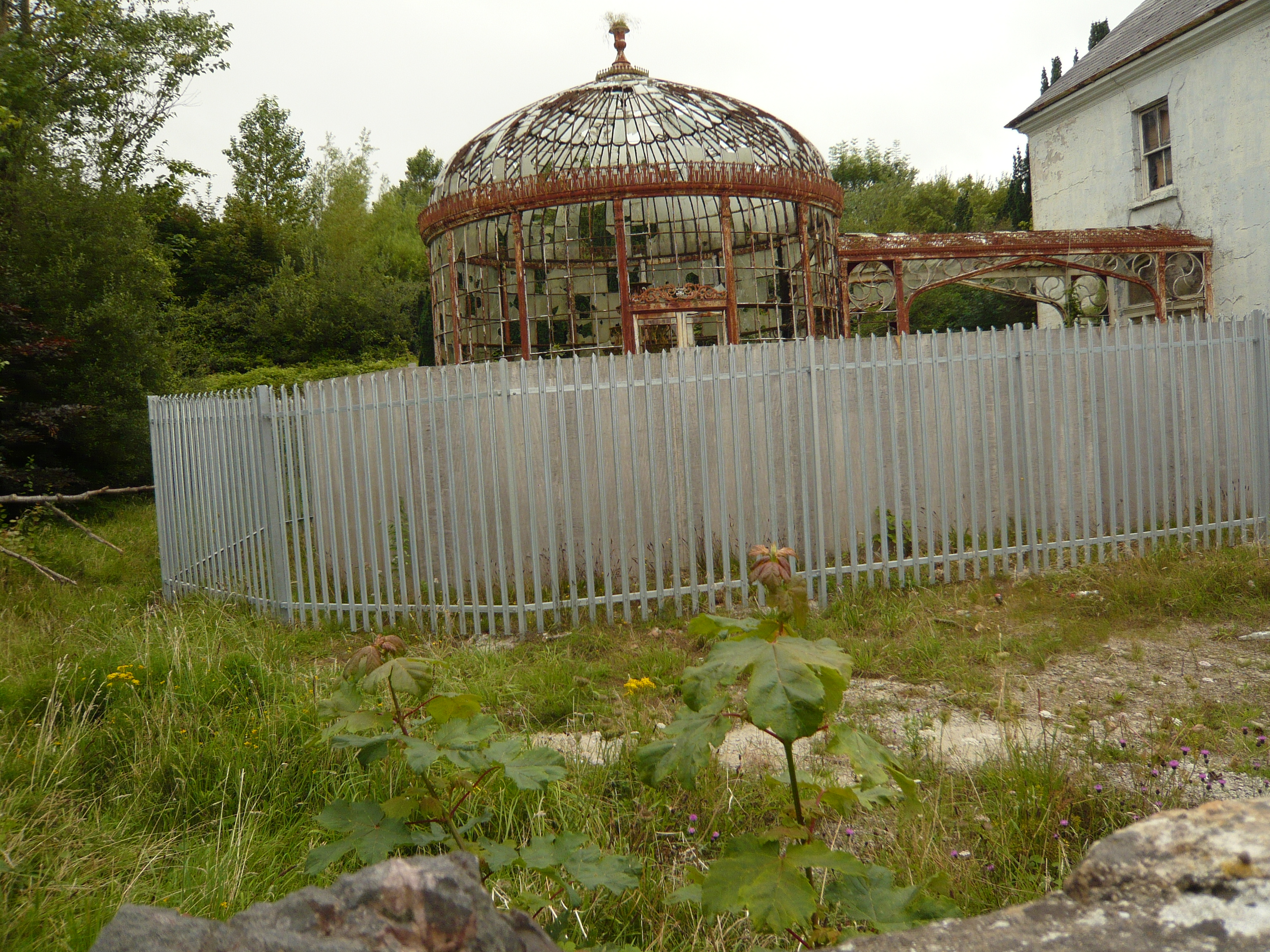
Reste von Castlebridge House
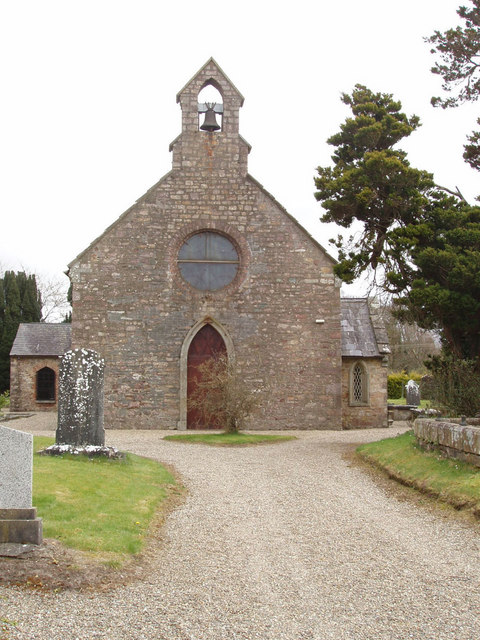
Anglikanische Kirche

## Trivia
In Castlebridge wurde das Guinness-Buch der Rekorde 1951 durch Hugh Beaver begründet, der sich um den Titel des schnellsten Vogels stritt und kein Buch fand, das einen Beleg liefern konnte.